# Mizzi Günther
Mizzi Günther, née le 8 février 1879 à Varnsdorf et décédée le 18 mars 1961 à Vienne, est une chanteuse d'opéra et d'opérette (soprano) ainsi qu'actrice de théâtre autrichienne.

## Biographie
Mizzi Günther a grandi à Reichenberg, aujourd'hui Liberec, en République tchèque. Elle étudie entre autres avec Ehemann A. Fischer. Sa première apparition sur scène est probablement en 1897, au théâtre d'été à Prague. La même année, elle joue au théâtre d'Hermannstadt, où elle reste deux ans.
Elle interprète des rôles d'opérette à Venise, Vienne, Teplitz et Carlsbad. En 1901, elle est engagée au Carltheater à Vienne. Elle y fait ses débuts dans le rôle Mimosa dans Die Geisha de Sidney Jones. Elle obtient son premier grand succès le 9 mars 1901, lors de la première de l'opéra Die drei Wünsche  de Carl Michael Ziehrer. En 1903, elle part en tournée avec le Carltheater en Russie. En 1905, elle crée le rôle d'Hanna Glawari dans Die Lustige Witwe de Franz Lehár. Les années suivantes, on la voit dans des rôles de soubrette dans différents théâtre viennois : Theater an der Wien, Volksoper Wien, Johann Strauß-Theater, Wiener Bürgertheater, Apollotheater et Raimundtheater.
Elle participe avec brio à toute une série de créations d'opérettes :
- 25 octobre 1901 : Das süße Mädel de Heinrich Reinhardt, Carltheater
- 20 décembre 1902 : Der Rastelbinder de Franz Lehár, Carltheater
- 10 décembre 1904 : Der Schätzmeister de Carl Michael Ziehrer, Carltheater
- 20 janvier 1904 : Der Göttergatte de Franz Lehár, Carltheater
- 30 décembre 1905 : Die lustige Witwe de Franz Lehár, Theater an der Wien
- 2 novembre 1907 : Die Dollarprinzessin de Leo Fall, Theater an der Wien
- 21 janvier 1908 : Der Mann mit den drei Frauen de Franz Lehár, Theater an der Wien
- 7 octobre 1909 : Das Fürstenkind de Franz Lehár, Johann Strauß-Theater
- 24 novembre 1911 : Eva de Franz Lehár, Theater an der Wien
- 23 novembre 1912 : Der kleine König d'Emmerich Kálmán, Theater an der Wien
- 1er octobre 1913 : Die ideale Gattin de Franz Lehár, Theater an der Wien
- 30 novembre 1914 : Endlich allein de Franz Lehár, Theater an der Wien
- 17 novembre 1915 : Die Czardasfürstin d' Emmerich Kálmán, Johann Strauß-Theater
- 21 septembre 1917 : Die Faschingsfee d' Emmerich Kálmán, Johann Strauß-Theater
- 21 décembre 1931 : Schön ist die Welt, de Franz Lehár, Theater an der Wien
- 30 avril 1941 : Der Reiter der Kaiserin d'August Pepöck, Raimundtheater

Elle incarne Hanna Glawari dans La Veuve joyeuse plus d'un millier de fois à Vienne, mais aussi à Londres et à Paris. Parmi ses interprétations les plus emblématiques, on peut citer Rosalinde dans Die Fledermaus, Bertha dans Die Landstreicher de Carl Michael Ziehrer, Flametta dans Boccaccio de Franz von Suppé et Harriet dans Der arme Jonathan de Carl Millöcker.
Dans ses dernières années d'activité, Mizzi Günther se produit essentiellement comme actrice de théâtre. Elle épouse l'acteur Fred Hennings. En 1950-1952, elle est invitée plusieurs fois à l'Opéra national de Vienne. Elle est présidente d'honneur de la Société Lehár de Vienne. En 1955, on lui rend hommage dans le cadre d'un spectacle pour le jubilé de La Veuve joyeuse au Volksoper de Vienne. Elle décède en mars 1961  à 82 ans. Elle repose dans une tombe d'honneur (Ehrengrab) au Cimetière central de Vienne (groupe 33E, rangée 17, numéro 22).
En 2016, on lui dédie une rue à Floridsdorf (21e arrondissement de Vienne) : le Mizzi-Günther-Weg.